# Volovîțea, Borzna
Volovîțea (în ucraineană Воловиця) este un sat în comuna Stepanivka din raionul Borzna, regiunea Cernihiv, Ucraina.

## Demografie
Componența lingvistică a localității Volovîțea
     Ucraineană (99,56%)
     Alte limbi (0,44%)
Conform recensământului din 2001, majoritatea populației localității Volovîțea era vorbitoare de ucraineană (99,56%), existând în minoritate și vorbitori de alte limbi.